# Rani Khedira
Rani Khedira (* 27. ledna 1994 Stuttgart) je německý profesionální fotbalista, který hraje na pozici defensivního záložníka za německý klub 1. FC Union Berlín. Je také bývalým německým mládežnickým reprezentantem.

## Reprezentační kariéra
Rani Khedira byl členem německých mládežnických reprezentací U15, U16, U17 a U19.

## Osobní život
Matka je Němka, otec původem z Tuniska. Jeho starším bratrem je fotbalista Sami Khedira.